# Pachypodium
Pachypodium (Pachypodium) je rod rostlin z čeledi toješťovité.

## Vzhled a původ
Pachypodia pochází z Madagaskaru a také z jižní Afriky. Jsou proměnlivého vzhledu, různé tloušťky kmenu, barvy a velikosti květů atd. Všechna jsou jedovatá.

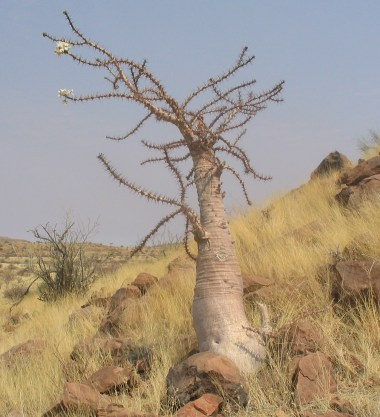
Pachypodium lealii
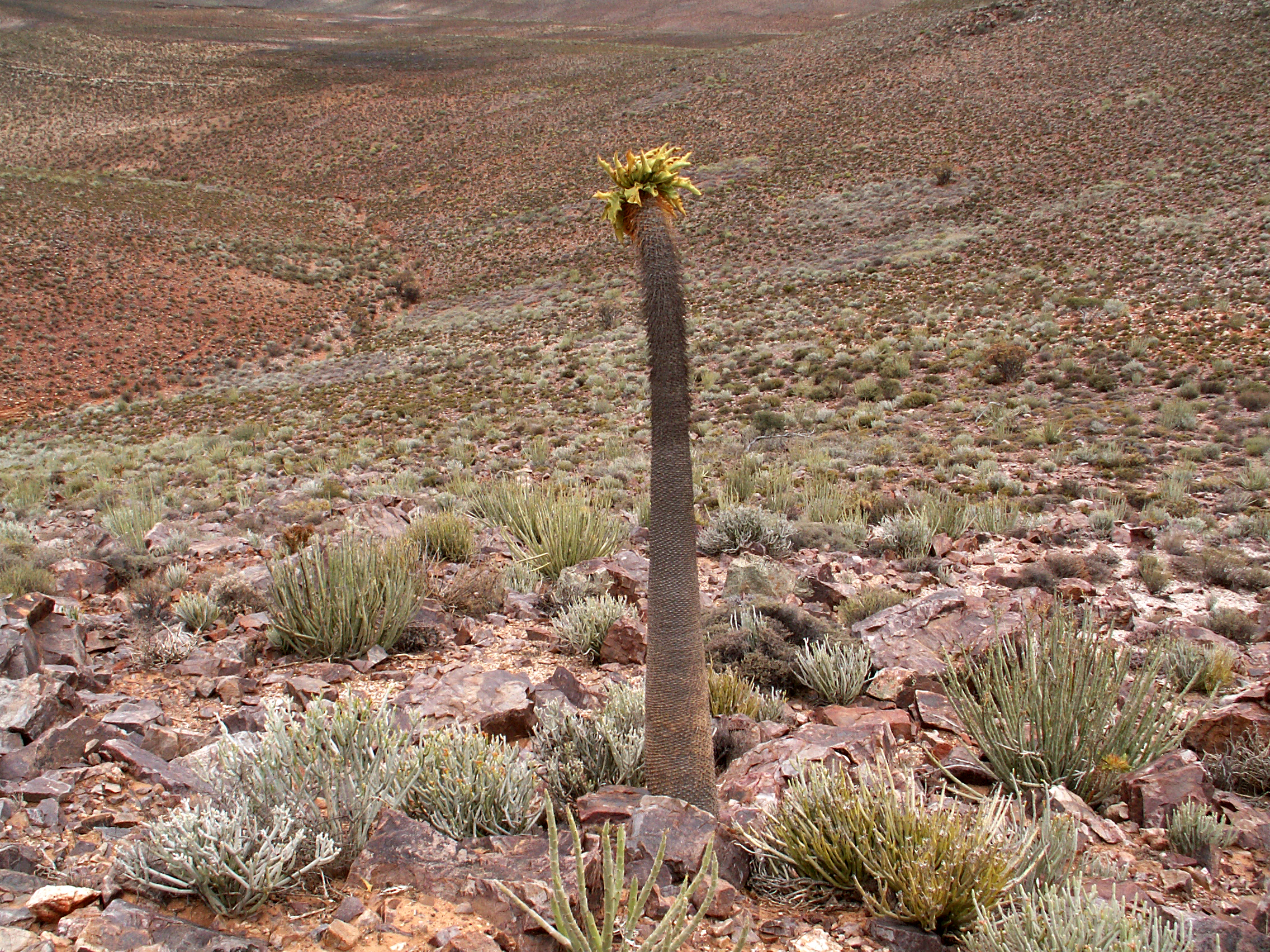
Pachypodium namaquanum
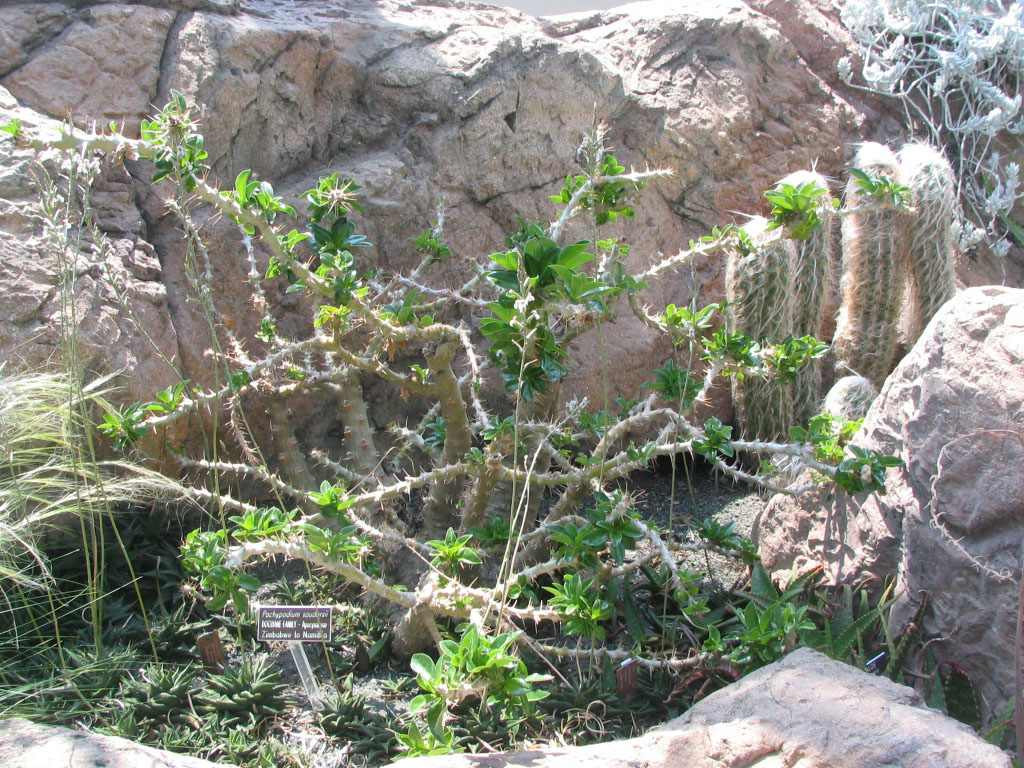
Pachypodium saundersii

## Druhy pachypodií
- Pachypodium saundersii
- Pachypodium lealii
- Pachypodium geayi
- Pachypodium namaquanum
- Pachypodium succulentum
- Pachypodium bispinosum
- Pachypodium lamarei
- Pachypodium sofiense
- Pachypodium mikea
- Pachypodium menabeum
- Pachypodium cactipes
- Pachypodium decaryi
- Pachypodium densiflorum
- Pachypodium rosulatum
- Pachypodium brevicaule
- Pachypodium eburneum
- Pachypodium baronii
- Pachypodium horombense
- Pachypodium ambongense
- Pachypodium makayense